# Doxazosin
Doxazosin ist ein Arzneistoff aus der Gruppe der Alphablocker, der zur Behandlung der benignen Prostatahyperplasie und der arteriellen Hypertonie verwendet wird.

## Klinische Angaben
Doxazosin blockiert selektiv α1-Rezeptoren, wodurch es zu einer peripheren Erweiterung der Blutgefäße und damit zu einer Senkung des Blutdrucks kommt.
Ferner bewirkt es eine Senkung des Serum-Cholesterins.

## Pharmakologische Eigenschaften
Da Doxazosin nur langsam abgebaut und ausgeschieden wird (22 Stunden Halbwertszeit im Blut), reicht in der Regel eine einmal tägliche Einnahme.
Der Wirkstoff wird in der Leber abgebaut.

### Nebenwirkung
Unter anderem kann es zu Beginn der Behandlung mit Doxazosin zu einem starken Blutdruckabfall mit Schwindel und Kopfschmerzen kommen („First-Dose-Effekt“).
Die orthostatische Hypotonie ist für Alphablocker charakteristisch.
Nebenwirkungen wie Priapismus sind eher selten. Impotenz ist eine gelegentliche Nebenwirkung.
Infektion der Harn- und Atemwege gelten als häufige Nebenwirkung.

## Sonstige Information
Doxazosin wurde als α1-Sympatholytikum 1979/1980 von Pfizer patentiert und 1989 als Cardular in Deutschland eingeführt. Mittlerweile gibt es Generika im Handel. Von Doxazosin kommt wegen der besseren Löslichkeit gegenüber dem Hydrochlorid ausschließlich das Mesilat zum Einsatz. Doxazosinmesilat existiert wie das strukturverwandte Prazosinhydrochlorid in mehreren polymorphen Formen.
Die gezielte Synthese einiger Polymorphe erfolgt aus Solvaten von Doxazosinmesilat in Lösungsmitteln, die keine Solvate mit diesem Salz bilden.
Zur Charakterisierung der Polymorphie beim Doxazosinmesilat sind Röntgenbeugung und thermische Analyse geeignet. Die polymorphen Formen von Doxazosinmesilat unterscheiden sich deutlich in der Lagerstabilität, denn sie neigen mehr oder weniger schnell zur Hydratation.

## Handelsnamen
Monopräparate

Adoxa (A), Ascalan (A), Cardular PP (D), Cardura (CH), Diblocin PP (D), Doxacor (D), Hibadren (A), Jutalar (D), Prostadilat (A), Supressin (A), Uriduct (D), zahlreiche Generika (D, A, CH)